# Litsea myristicifolia
Litsea myristicifolia (Wall. ex Nees) Hook.f. – gatunek rośliny z rodziny wawrzynowatych (Lauraceae Juss.). Występuje naturalnie w Malezji (w stanach Kedah, Penang, Perak, Terengganu, Pahang, Negeri Sembilan oraz Malakka, a także na wyspach Langkawi) oraz w Singapurze. 

## Morfologia
PokrójZimozielone drzewo dorastające do 27 m wysokości. Pień wyposażony jest w korzenie podporowe. Kora ma brązowoszarawą barwę, jest gładka i łuszcząca się.
LiścieMają podłużny, lancetowaty lub eliptyczny kształt. Mierzą 8–20 cm długości oraz 3,5–7 cm szerokości. Są skórzaste. Nasada liścia jest klinowa. Blaszka liściowa jest o ostrym wierzchołku. Ogonek liściowy jest nagi i dorasta do 13–30 mm długości.
OwoceMają kulisty kształt, osiągają 10 mm średnicy, mają białawą barwę.

## Biologia i ekologia
Rośnie w lasach.